# Хаміда Джандубі
Хаміда Джандубі (араб. حميدة جندوبي; бл. 1949 — 10 вересня 1977) — остання людина в Європі, страчена на гільйотині у Франції, в марсельській в'язниці «Бометт». Джандубі був туніським іммігрантом, засудженим за тортури і вбивство 21-річної Елізабет Буську, його знайомої, в Марселі. Марсель Шевальє був головним катом.

## Життєпис
Народився в Тунісі приблизно в 1949 році. У 1968 році став жити в Марселі і почав працювати в продуктовому магазині. Він влаштувався на роботу як ландшафтний дизайнер, але в 1971 році на робочому місці сталася пригода, в результаті якої він втратив дві третини ноги.
У 1973 році 21-річна Елізабет Буську, яку він зустрів в лікарні, коли відновлювався після ампутації, подала на нього заяву в поліцію, стверджуючи, що він намагався змусити її займатися проституцією. Навесні 1973 року Джандубі був заарештований, але незабаром звільнений з-під варти й увійшов у довіру до двох інших дівчат, а потім змусив їх «працювати» на нього. Ідея помститися своїй обвинувачці не покидала його розум. У липні 1974 він викрав Буську і притягнув її до себе додому, де, на очах у переляканих дівчаток, він її побив, після чого припік її груди і генітальну зону запаленою сигаретою. Буську вижила, тому Джандубі на своєму автомобілі вивіз її на околицю Марселя, а там задушив.
Після повернення Джандубі попередив дівчат, щоб вони нічого не говорили. Тіло Буську було виявлено в сараї хлопчиком 7 липня 1974 року. Через місяць Джандубі викрав ще одну дівчину, але та змогла втекти і повідомити про нього в поліцію.

## Суд
Після тривалого попереднього судового розгляду Джандубі постав перед судом в Екс-ан-Провансі за звинуваченням у катуваннях, вбивствах, зґвалтуваннях і навмисному насильстві 24 лютого 1977 року. Доводи захисту будувалися головним чином на наслідках ампутації ноги шестирічної давності: адвокат стверджував, що воно довело його до пароксизму в зловживанні алкоголем і насильством, зробивши з нього іншу людину. 25 лютого він був засуджений до смертної кари.

### Смертна кара
Апеляція була відхилена 9 червня, і рано вранці 10 вересня 1977 року Джандубі поінформували, що він буде страчений на гільйотині, як і Крістіан Рануччо (страчений 28 липня 1976 року) і Жером Каррен (страчений 23 червня 1977 р.). Він, як і ці вбивці дітей, не отримав «президентської відстрочки» від Валері Жискар д'Естена. Незабаром о 4:40 ранку він був страчений.
Хоча Джандубі був останнім страченим, він не був останнім засудженим. Але страта більше не застосовувалася, тому що в 1981 році до влади прийшов Франсуа Міттеран скасувавши її.

## У масовій культурі
Історія життя Хаміда Джандубі описана в книзі «When the Guillotine Fell» канадського автора Джеремі Мерсера.